# John Henry Faulk
John Henry Faulk (Austin, 21 de agosto de 1913 – ibídem, 9 de abril de 1990) fue un locutor y presentador de radio. Su exitosa demanda contra la industria del entretenimiento ayudó a poner fin a la lista negra de Hollywood.

## Primeros años
John Henry Faulk nació en Austin, de padres metodistas Henry Faulk y su esposa Martha Miner Faulk. John Henry tuvo cuatro hermanos: Hamilton Faulk (1905-1905), Martha Stansbury (1908-2005), Mary Faulk Koock (1910-1996) y Texana Faulk Conn (1915-2006).
Faulk pasó su infancia en Austin, en la conocida casa victoriana Green Pastures. Un periodista conocido de Austin escribió que los dos vinieron de "antecedentes familiares extremadamente similares, la vieja riqueza del sur con un gran patrimonio y familias dedicadas a los derechos civiles mucho antes de que se luchara contra el racismo".

## Educación y servicio militar
Faulk se inscribió en la Universidad de Texas en Austin en 1932. Se convirtió en protegido de J. Frank Dobie, Walter Prescott Webb y Roy Bedichek, permitiendo a Faulk perfeccionar sus habilidades como folclorista. Obtuvo una Maestría en Folklore con su tesis "Ten Negro Sermons". Más adelante comenzó a elaborar su estilo de oratoria como profesor de inglés a tiempo parcial en la Universidad de 1940 a 1942, relacionando los cuentos populares de Texas con su don de personalidades.
Inicialmente fue incapaz para servir en el ejército de los Estados Unidos debido a un problema ocular. En cambio, Faulk se unió a la Marina Mercante en 1942 por un período de un año, pasando 1943 en El Cairo (Egipto), sirviendo en la Cruz Roja Americana. 
La Segunda Guerra Mundial hizo que el ejército de los Estados Unidos relajara sus estándares de alistamiento, y Faulk finalmente se alistó en 1944. Se desempeñó como médico en Camp Swift (Texas). Fue durante este período cuando también se unió a la Unión Estadounidense por las Libertades Civiles.

## Carrera
Mientras era soldado en Camp Swift, Faulk comenzó a escribir sus propios guiones de radio. Un conocido le facilitó una entrevista en WCBS en la ciudad de Nueva York. Los ejecutivos de la red estuvieron lo suficientemente impresionados como para ofrecerle su propio programa de radio. Después de su baja en el ejército en 1946, Faulk comenzó su programa de radio Johnny's Front Porch en la WCBS. El programa ofreció las caracterizaciones de Faulk que él había estado desarrollando desde sus años en la universidad. Faulk se fue a otra estación de radio en algún momento, pero regresó a WCBS para un talk show matutino de cuatro horas. The John Henry Faulk Show estuvo en antena durante seis años. Sus éxitos en la radio le dieron la oportunidad de aparecer como él mismo en la televisión, en espectáculos como el de Mark Goodson y William Todman en 1951 It's News to Me, presentado por John Charles Daly.
También apareció en Leave It to the Girls en 1953 y The Name is the Same en 1955.
Cactus Pryor se encontró con Faulk en los estudios de KLBJ (entonces KTBC) donde Faulk se detuvo para agradecer a Pryor por permitir que su madre oyera su show en Nueva York. Pryor había estado "accidentalmente" transmitiendo el programa de radio de Faulk en Texas, donde Faulk no fue escuchado. Aunque la emisión ocurrió repetidamente, Pryor siempre afirmó que sólo pulsó el botón equivocado en el estudio. Pryor visitó a Faulk en un apartamento de Manhattan que compartía con Alan Lomax y se introdujo a los autores y agitadores de la escena de celebridades de la costa este de esa época. Cuando Pryor estuvo junto a Faulk en la lista negra e intentó encontrarle trabajo, los niños de Pryor fueron hostigados, un prominente médico de Austin distribuyó una carta cuestionando el patriotismo de Pryor, y un abogado de Austin trató de convencer a Lyndon B. Johnson para despedir a Pryor de las ondas. La familia Pryor y la familia Faulk se mantuvieron cercanas y se apoyaron mutuamente durante el resto de la vida de Faulk.
En diciembre de 1955, Faulk fue elegido segundo vicepresidente de la Federación Estadounidense de Artistas de Televisión y Radio. Orson Bean fue el primer vicepresidente y Charles Collingwood fue el presidente del sindicato. Collingwood, Bean y Faulk formaban parte de una lista organizaciones de candidatos no comunistas anti-AWARE que Faulk había ayudado a redactar. La posición pública de Faulk durante la campaña había sido que el sindicato debía centrarse en el empleo y la seguridad, no en la lista negra de sus miembros.
En la década de 1970 en Austin, también fue amigo de la joven co-redactora Molly Ivins, del Texas Observer, y se convirtió en uno de los primeros partidarios de ella.

## Controversia de la lista negra
La carrera radiofónica de Faulk en CBS terminó en 1957, víctima de la Guerra Fría y de la lista negra de los años cincuenta. 
AWARE, Inc., una corporación con fines de lucro inspirada por el senador por Wisconsin Joseph McCarthy, ofreció un servicio de "autorización" a los principales anunciantes de medios de comunicación y a las redes de radio y televisión; por una cuota, AWARE investigaría los antecedentes de los artistas para detectar signos de simpatía o afiliación comunista.
En 1955, Faulk ganó la mala voluntad de la organización de la lista negra cuando él y otros miembros arrebataron el control de su sindicato, la Federación Estadounidense de Artistas de Televisión y Radio de oficiales apoyados por AWARE. En represalia, AWARE calificó a Faulk de comunista. Cuando descubrió que AWARE estaba activamente prohibiendo que las estaciones de radio le ofrecieran empleo, Faulk pidió compensación.
Varias prominentes personalidades de la radio junto con el vicepresidente de CBS News, Edward R. Murrow, apoyaron el intento de Faulk de poner fin a la lista negra. Con el respaldo financiero de Murrow, Faulk contrató al abogado de Nueva York Louis Nizer. Los abogados de AWARE, incluyendo al consejero de McCarthy, Roy Cohn, lograron detener la demanda, originalmente archivada en 1957, durante cinco años. Cuando el juicio concluyó finalmente en una sala de Nueva York, el jurado determinó que Faulk debería recibir más compensación de la que buscaba en su petición original. El 28 de junio de 1962, el jurado le otorgó la mayor indemnización por difamación de la historia hasta esa fecha — 3,5 millones de dólares. Una corte de apelaciones redujo la cantidad a 500.000. Los honorarios legales y las deudas acumuladas se llevaron la mayor parte de la compensación. Consiguió unos 75.000 dólares.
El libro de Faulk, Fear on Trial, publicado en 1963, cuenta la historia de dicha experiencia. El libro fue adaptado a una película ganadora de un premio Emmy en 1975 por CBS Television con William Devane interpretando a Faulk y George C. Scott en el papel del abogado de Faulk, Louis Nizer.
Otros partidarios de la lucha contra la lista negra incluyeron al pionero de la radio y nativo de Wimberley (Texas) Parks Johnson y el periodista de la CBS Walter Cronkite.

## Vida personal y muerte
En 1940, John Henry Faulk se casó con Harriet Elizabeth "Hally" Wood, estudiante de música de la Escuela de Bellas Artes de la Universidad de Texas, seis semanas después de conocerla. El matrimonio terminó en divorcio en 1947; la pareja tuvo una hija, Cynthia Tannehill. En 1948, Faulk conoció a la neoyorquina Lynne Smith y se casó unas seis semanas más tarde. El matrimonio también terminó en divorcio debido a las consecuencias de la agitación de las listas negras. Faulk y Smith tuvieron dos hijas, Johanna y Evelyn, y un hijo, Frank Dobie Faulk. En 1965, Faulk se casó con Elizabeth Peake, y el matrimonio tuvo un hijo, John Henry Faulk, III.
John Henry Faulk falleció de cáncer en Austin el 9 de abril de 1990, y fue enterrado en el cementerio de Oakwood. La restauradora de Austin, Mary Faulk Koock (1910-1996), era la hermana de Faulk. Su sobrino, hijo de Mary, es el actor Guich Koock.

## Premios y tributos
- (1980) "The Ballad of John Henry Faulk", artista Phil Ochs, álbum The Broadside Tapes 1, Smithsonian Folkways Recordings.[22]
- (1983) Premio Paul Robeson. El premio reconoce la ejemplificación de los principios por los que Paul Robeson vivió su vida.[23]
- (1995) John Henry Faulk Public Library, oficina principal de la Biblioteca Pública de Austin. Originalmente llamada Biblioteca Central cuando fue construida en 1979, renombrada para honrar a Faulk.[24]
- Premio John Henry Faulk, Tejas Storytelling Association, presentado anualmente en Denton (Texas) al individuo que ha hecho una contribución significativa al arte de contar historias en el suroeste.[25]

## Películas y créditos televisivos

### Película
- Espejo de la vida (1963) - Walter Starr
- The Best Man (1964) - Gobernador T.T. Claypoole
- Lovin' Molly (1974) - Mr. Grinsom
- The Texas Chain Saw Massacre (1974) - Cuentista
- Leadbelly (1976) - Gobernador Neff
- Trespasses (1986) - Doctor Silver (Última aparición)

### Televisión
- It's News to Me (1951–1954) - Él mismo
- Leave It to the Girls (3 de octubre de 1953) - Él mismo
- The Name's the Same (21 de febrero de 1955) - Él mismo
- For the People (1965) - Reynolds
- Fear on Trial (1975) - Escritor, biopic de John Henry Faulk
- Hee Haw (1975–1982) - Él mismo
- Adam (1983) - Strom Thurmond
- Cronkite Remembers (1997) - Sin acreditar

## Discografía
- John Henry Faulk, recordings of Negro religious services. Part 1 [grabación de sonido] (julio de 1941)
- John Henry Faulk recordings of Negro religious services. Part 2 [grabación de sonido] (agosto–septiembre de 1941)
- John Henry Faulk Texas recordings collection [grabación de sonido] (octubre–noviembre de 1941)
- John Henry Faulk collection of Texas prison songs [grabación de sonido] (1942)
- John Henry Faulk and others, "Man-on-the-Street" interviews collection [grabación de sonido] (1941)
- American people speak on the war [grabación de sonido] (1941)
- The people speak to the president, or, Dear, Mr. President [grabación de sonido] (1942)
- CBS news with Stuart Metz [grabación de sonido] (13 de mayo de 1957)
- John Henry Faulk show (13 de mayo de 1957)
- Blacklist:  a failure in political imagination [grabación de sonido] (1960)
- Help unsell the war. American report [grabación de sonido] (1972)
- Selected radio programs from The Larry King show [grabación de sonido] (1982–1985)
- African-American Slave Audio Recordings (2008)

## Discursos y apariciones radiofónicas
- Faulk grabó su "Historia de Navidad" en 1974 para el programa NPR "Voces en el viento".
- Faulk hizo discursos sobre la Primera Enmienda y los derechos civiles para muchos colegios y universidades.

## Obras
- "Deep in the Heart" (un hombre)
- "Pear Orchard, Texas" (un hombre)

## Otras lecturas
- «John Henry Faulk Papers». Dolph Briscoe Center for American History, The University of Texas at Austin. Consultado el 30 de octubre de 2013.
- «John Henry Faulk, 76, Dies; Humorist Who Challenged Blacklist». 10 de abril de 1990. Consultado el 1 de febrero de 2011.
- The Jury Returns. Doubleday & Company Inc. 1966.
- Burton, Michael C. John Henry Faulk: The Making of a Liberated Mind: A Biography. Austin: Eakin Press, 1993. ISBN 0-89015-923-8
- A World of Ideas II. Main Street Books. 1990. ISBN 978-0-385-41665-8.
- You Gotta Stand Up: The Life and High Times of John Henry Faulk. Cambridge Scholars Publishing. 2007. ISBN 978-1-84718-164-0.

## Otras fuentes
- The Search for Meaning: Americans Talk About What They Believe and Why. Ballantine Books. 1993. ISBN 978-0-345-37777-7.
- A Month of Sundays. University of North Texas Press. 1993. ISBN 978-0-929398-56-3.
- Free Expression and Censorship in America: An Encyclopedia. Greenwood. 1997. ISBN 978-0-313-29231-6.
- Perspectives on Radio and Television: Telecommunication in the United States. Routledge. 1998. ISBN 978-0-8058-2092-8.
- Television Talk: A History of the TV Talk Show. University of Texas Press. 2002. ISBN 978-0-292-78176-4.
- Encyclopedia of Radio. Routledge. 2003. ISBN 978-1-57958-249-4.
- And the Walls Came Tumbling Down: Greatest Closing Arguments Protecting Civil Liberties. Scribner. 2004. ISBN 978-0-7432-4666-8.